# Vladinea, Loveci
Vladinea (în bulgară Владиня) este un sat în comuna Loveci, regiunea Loveci,  Bulgaria. 

## Demografie
Componența etnică a satului Vladinea
     Turci (7,8%)
     Bulgari (91,29%)
     Nicio identificare (0,9%)
     Altele (0%)
La recensământul din 2011, populația satului Vladinea era de 333 locuitori. Din punct de vedere etnic, majoritatea locuitorilor (91,29%) erau bulgari, cu o minoritate de turci (7,8%). Pentru 0,9% din locuitori nu este cunoscută apartenența etnică.